# INE
 (шп. Instituto Nacional de Estadísticas) или Национални Институт за Статистику, је званична институција у Шпанији задужена за прикупљање демографских, друштвених и економских статистичких података, као и за планирање, организовање и анализу пописа.
Поред Шпаније, ИНЕ постоји и у другим хиспанофоним земљама, као што су Боливија, Венецуела, Гватемала, Мексико, Португал, Уругвај, Хондурас и Чиле.